# Chremyloides naumanni
Chremyloides naumanni är en stekelart som beskrevs av Van Achterberg 1995. Chremyloides naumanni ingår i släktet Chremyloides och familjen bracksteklar. Inga underarter finns listade i Catalogue of Life.